# طقوس كامبريدج
كانت طقوس كامبردج مجموعة معترف بها من العلماء الكلاسيكيين، معظمهم في كامبردج، إنجلترا، بما في ذلك جين إلين هاريسون، ف. كونفورد، جليبرت موراي (في الواقع من جامعة أكسفورد)، أ. ب. كوك، وآخرين. حصلوا على هذا اللقب بسبب اهتمامهم المشترك بالطقوس، وتحديدًا محاولاتهم لشرح الأسطورة والأشكال المبكرة للدراما الكلاسيكية على أنها نشأت في الطقوس وبشكل أساسي عمليات القتل الموسمية الطقسية لإنياتوس ديمون أو ملك العام. كما يشار إليها أحيانا باسم مدرسة الأسطورة أو الطقوس أو بعلماء الأنثروبولوجيا الكلاسيكيين.